# The Twelve Commandments of Dance
The Twelve Commandments of Dance (рус. Двенадцать заповедей танца) — дебютный студийный альбом немецкой поп-группы London Boys, выпущенный 17 июля 1989 года под тремя лейблами: Atlantic Records, WEA и Ultraphone. Продюсером и автором всех песен немецкий музыкант Ральф-Рене Мауэ. С альбома было выпущено 6 синглов: «I’m Gonna Give My Heart», «Harlem Desire», «My Love», «Dance Dance Dance», «Requiem» и «London Nights», ставших хитами.
The Twelve Commandments of Dance считается самым успешным студийным альбомом группы за всю карьеру.

## История
В 1986 году немецкий музыкант Ральф-Рене Мауэ становится продюсером малоизвестной поп- группы London Boys. В том же году группа выпускает дебютный сингл «I’m Gonna Give My Heart», написанный Ральфом. Композиция не стала известной, однако последовавшая за ней «Harlem Desire» принесла дуэту первую известность в Германии, в частности из-за того, что композиция по аранжировке, структуре и фальцетным партиям напоминали популярный немецкий дуэт Modern Talking. Сингл попал на 28 строчку британского чарта, в европейские чарты, финские и ирландские.
В 1988 году после еще нескольких не слишком успешных работ выходит песня «Requiem», ставшая хитом и принесшая большую популярность дуэту в Германии, а вслед за ним — дебютный альбом The Twelve Commandments of Dance. Из-за того, что изначально тираж был рассчитан только на Германию и Японию, через некоторое время было выпущено специальное издание альбома с новой композицией «London Nights», ставшая хитом и занявшая 2 строчку в британском чарте.
Благодаря выходу дебютного альбома стали известны и другие ранее выпущенные синглы, а дуэт обрел всемирную известность.

## Отзывы, критика
В музыкальном журнале Music Week представил альбом следующим образом:  
Это идеальная, без прыщей, безликая поп-музыка, которая пытается быть душевной, но она лишена какой-либо харизмы. Все треки повторяют одну и ту же формулу до тошноты.
Джонни Ди из Record Mirror заявил, что с лирической точки зрения альбом «полностью чушь», но в тоже время считает, что более важным является тот факт, что каждый трек «имеет пыхтящий секвенсор со скоростью 132 удара в минуту» и «такой запоминающийся припев», что слушатели не могли ее забыть и могли исполнять на ней «глупые танцы».
В обзоре 2015 года веб-сайт Pop Rescue дал альбому четыре звезды из пяти, представив его как содержащий «замечательные ранние коммерческие танцевальные/европоп-треки и легкие треки» с элементами диско и танцевальной музыки и элементами, напоминающими Pet Shop Boys . Добавил, что «он, в основном, воодушевляющий и веселый», но посчитал «Wichitah Woman» и «El Matinero» самыми слабыми треками.

## Трек-лист
| №                   | Название                         | Длительность |
| ------------------- | -------------------------------- | ------------ |
| 1.                  | «Requiem»                        | 4:19         |
| 2.                  | «Kimbaley (My Ma-Mama Say)»      | 4:17         |
| 3.                  | «Harlem Desire»                  | 3:48         |
| 4.                  | «Chinese Radio»                  | 3:49         |
| 5.                  | «Wichitah Woman»                 | 3:58         |
| 6.                  | «My Love»                        | 3:05         |
| 7.                  | «London Nights»                  | 4:02         |
| 8.                  | «I'm Gonna Give My Heart»        | 4:08         |
| 9.                  | «El Matinero»                    | 4:14         |
| 10.                 | «Dance Dance Dance»              | 3:56         |
| 11.                 | «Sandra»                         | 4:51         |
| 12.                 | «The Midi Dance»                 | 3:14         |
| 13.                 | «Was bleibt»                     | 3:24         |
| 14.                 | «Hätt's nie ohne dich geschafft» | 3:35         |
| Общая длительность: | Общая длительность:              | 47:18        |

### Бонусные треки
- Requiem (Extended)
- Harlem Desire (Extended)
- My Love (Extended)
- London Nights (Extended)

## Позиции в чартах
| Страна         | Позиция |
| -------------- | ------- |
| Европа         | 15      |
| Финляндия      | 4       |
| Великобритания | 2       |

## Синглы
| Год  | Название                | Позиция в чартах | Позиция в чартах | Позиция в чартах | Позиция в чартах | Позиция в чартах | Позиция в чартах | Позиция в чартах | Позиция в чартах | Сертификации |
| ---- | ----------------------- | ---------------- | ---------------- | ---------------- | ---------------- | ---------------- | ---------------- | ---------------- | ---------------- | ------------ |
| Год  | Название                | Австралия        | Великобритания   | Германия         | Швейцария        | Финляндия        | Ирландия         | Европа           | Бельгия          | Сертификации |
| 1986 | I’m Gonna Give My Heart | —                | —                | —                | —                | —                | —                | —                | —                | —            |
| 1987 | Harlem Desire           | —                | 28               | —                | —                | 20               | 6                | 55               | —                | —            |
| 1987 | Dance Dance Dance       | —                | —                | —                | —                | —                | —                | —                | —                | —            |
| 1987 | My Love                 | —                | 46               | —                | —                | 15               | 15               | —                | —                | —            |
| 1988 | Requiem                 | 11               | 5                | 27               | —                | 19               | 8                | 12               | 36               | : Серебро    |
| 1989 | London Nights           | —                | 4                | 24               | 9                | 1                | 4                | 6                | —                | : Серебро    |